# Нхата Бей
Нхата Бей е една от 28-те области на Малави. Разположена е в северния регион и има излаз на езерото Малави. Столицата на областта е град Нхата Бей, площта е 4182 км², а населението (по преброяване от септември 2018 г.) е 284 681 души.